# Oka (flod)
 For alternative betydninger, se Oka. (Se også artikler, som begynder med Oka)
Oka (russisk: Ока, tr. Oka) er en 1500 km lang flod i det centrale Rusland med et afvandingsareal på 245.000 km².
Oka udspringer i det Centralrussiske Højland sydvest for Moskva, syd for Orjol, og løber mod østnordøst gennem oblasterne Orjol, Tula, Kaluga, Moskva, Rjasan og Vladimir oblaster til udmundingen i Volga ved Nisjnij Novgorod i Nisjnij Novgorod oblast stik øst for Moskva.
Oka løber blandt andet gennem byerne Orjol, Kaluga, Pushchino, Kolomna, Rjasan, Murom og Nisjnij Novgorod, der med sine 1.267.760(2015) indbyggere er den største bymæssige bebyggelse ved floden. Den Russiske Føderations hovedstad, Moskva, ligger ved Okas biflod Moskva.

## Vandvej
Oka er sejlbar 1200 km opstrøms til byen Tjekalina. Adskillige sluser opstrøms til Moskvaflodens udmunding sikrer sejlbarheden op til Kolomna selv under lav vandstand. Der foregår lokal passagertrafik til byen Kaluga. De vigtigste varer, der transporteres på floden er byggematerialer, træ, stenkul og olieprodukter.
Oka er via Volga tilsluttet til Det Kaspiske Hav, og over Moskva-floden, Moskvakanalen og Volga-Østersøkanalen med Østersøen. Via forgreningen fra Volga-Østersøkanalen mod nord via Hvidehavskanalen er der forbindelse til Hvidehavet. Endelig er der via Volga-Don-Kanalen og Don forbindelse til Sortehavet og dermed Middelhavet.